# Das Judenauto
Das Judenauto betitelte Franz Fühmann eine Sammlung von 14 Erzählungen.

## Handlung
„Wie tief hinab reicht das Erinnern?“ Mit dieser leitmotivischen Fragehaltung eröffnet der DDR-Schriftsteller Franz Fühmann in Das Judenauto eine literarische Vergegenwärtigung seiner ersten Lebensjahrzehnte. In vierzehn autofiktiv gestalteten Berichten wird erzählt, wie die Ich-Figur gewichtige historische Ereignisse zwischen 1929 und 1949 („14 Tage in zwei Jahrzehnten“) erlebt: als Schüler, begeisterter Wehrmachtssoldat und sowjetischer Kriegsgefangener, der sich für die DDR als neue Heimat entscheidet. 
Mit dem 1962 erschienenen Täterbekenntnis legt Fühmann in Zeiten kollektiver Amnesie auf der einen (BRD) und der Antifaschismus-Doktrin auf der anderen Seite (DDR) des Eisernen Vorhangs einen mutigen, um Wahrhaftigkeit ringenden Text vor, dem lange die gebührende Anerkennung versagt blieb. Dass der Erzählzyklus als beispielhafter „Zensurfall im DDR-Literaturbetrieb“ zu werten ist, wird in einer historisch-kritischen Forschungsarbeit zu einem Werk Fühmanns mit einem synoptischen Vergleich zwischen den publizierten Editionen und der bisher unbekannten Urfassung des Textes nachgewiesen.

## Inhaltsverzeichnis der Erstausgabe 1962 [Abweichungen in der vermeintlichen Urfassung 1979]
- Das Judenauto. | 1929, Weltwirtschaftskrise
- Gebete zu Sankt Michael [Gebete zum heiligen Michael]. | 12. Februar 1934, Aufstand der Wiener Arbeiter
- Die Verteidigung der Reichenberger Turnhalle. | September 1938, vor der Münchener Konferenz
- Die Berge herunter. | Oktober 1938, Okkupation des Sudetenlandes
- Ein Weltkrieg bricht aus. | 1. September 1939, Ausbruch des Zweiten Weltkrieges
- Ich will ein guter Herr sein [Katalaunische Schlacht]. | 22. Juni 1941, Überfall auf die Sowjetunion
- Entdeckungen auf der Landkarte. | Dezember 1941, Schlacht vor Moskau
- Jedem sein Stalingrad. | Februar 1943, Schlacht vor Stalingrad
- Völuspa [Muspili]. | 20. Juni [Juli] 1944, Attentat auf Hitler
- Pläne in der Brombeerhöhle. | 8. Mai 1945, Kapitulation der Hitlerwehrmacht
- Gerüchte. | Juli 1945, Potsdamer Konferenz
- Regentag im Kaukasus. | 21. April 1946, Vereinigungsparteitag der KPD und SPD
- Ein Tag wie jeder andere. | 10. Oktober 1946, Urteilsverkündung im Nürnberger Prozeß
- Zum erstenmal [ersten Mal]: Deutschland. | 7. Oktober 1949, Gründung der Deutschen Demokratischen Republik}

## Publikationsgeschichte
Anfang 1962 übergibt Fühmann dem Aufbau-Verlag das Manuskript seines Erzählbandes unter dem Titel „Tage. Ein Sonett in Berichten“. Schon Mitte Februar wird ihm von den Lektoren Günter Caspar und Joachim Schreck mitgeteilt, dass der gesamte Erzählzyklus den Titel (der ersten Episode) Das Judenauto erhält und mit erheblichen Texteingriffen in den Druck gehen wird. Titel und Text des im Herbst 1962 auf oder unter den Ladentischen liegenden Bandes sind vom Autor so nicht gewollt.
Die Aufbau-Lektoren weisen auch Fühmanns Begehren zurück, für die 2. Aufl. (1969) sowie die Nachdrucke bei Reclam (1965, 1987) die Urfassung des Textes zu verwenden. Parallel dazu wird dem Autor verwehrt, Das Judenauto im NSW bei einem Verleger seiner Wahl (Klaus Wagenbach) aufzulegen, weil Wagenbach Biermanns Die Drahtharfe herausgebracht hatte. Nach einer zermürbenden zweijährigen Hängepartie erscheint der Erzählband dann 1968 in Zürich bei Diogenes mit einer ‚Nachbemerkung‘, in der der Autor einen „Stilbruch“ im abschließenden Bericht eingesteht. Übersetzt wird diese Textversion ins Tschechische (1964), Russische (1966, 1973), Englische (1968) und Französische (1975, 22016). Dass Das Judenauto – im Gegensatz zu anderen Texten Fühmanns – nicht in polnischer Übersetzung erscheint, dürfte dem latenten Antisemitismus in Polen geschuldet sein. Während in der DDR eine einzige Geschichte aus dem Erzählband nachgedruckt wird, erscheint im Ausland allein die Titelepisode in 30 verschiedenen Textsammlungen.
Vierzehn Jahre später will Siegfried Scheibe, Textologe an der Akademie der Wissenschaften der DDR, auf Basis des Judenautos editionswissenschaftliches Neuland betreten und eine historisch-kritische Untersuchung zum Text eines lebenden Autors vorlegen. Da das von Fühmann dem Aufbau-Verlag seinerzeit übergebene Manuskript dort verschollen ist, erarbeitet Scheibe eine Rekonstruktion der Urfassung und legt sie Hinstorff – Fühmanns neuem ‚Hausverlag‘ – für einen geplanten Neudruck vor. Allerdings erscheint 1979 Das Judenauto dann in einer neuerlichen Bearbeitung mit fragwürdigen Texteingriffen der Hinstorff-Lektorin Ingrid Prignitz, ohne dass dem Lesepublikum der Charakter der jetzt edierten Textversion transparent erläutert wird. Erst nach weiteren 35 Jahren wird Scheibes rekonstruierte Urfassung zufällig entdeckt und 2017 in einer Synopse zugänglich gemacht, in der gleichzeitig die Differenzen zu sämtlichen publizierten Textvarianten (Aufbau 1962 und Hinstorff 1979 sowie Vorabdrucke einzelner Episoden) übersichtlich erkennbar werden. Die vermeintliche Urfassung (Hinstorff 1979) liegt auch in englischer (2013) und niederländischer Übersetzung (2014) vor.

## Rezeption
Die zeitgenössische Resonanz in der DDR auf die 14 Erzählungen über den einstigen Nazi bleibt überschaubar: Ein Protagonist, der nicht schon immer das antifaschistische Gras hat wachsen hören, passt nicht ins kulturpolitische Konzept eines Staates, der sich per Proklamation zu einem antifaschistischen gewandelt hat. In der Bonner Republik findet die Diogenes-Ausgabe (1968) durchaus Beachtung, zunächst allerdings eher wegen Fühmanns distanzierender Nachbemerkung, mit der die „für wahr genommene Wunschvorstellung“ im Text der Schlusserzählung geheilt werde. Erst mit dem gesellschaftspolitischen Paradigmenwechsel nach ‘68 hin zu einer offenen Zivilgesellschaft erlangen die autofiktiven Täterberichte eines DDR-Schriftstellers zunehmend Aufmerksamkeit, werden – v. a. im Bildungsbereich – häufig nachgedruckt und von manch einem Literaturpapst in den Rang kanonischer Literatur der kurzen Form gehoben. Das beschränkt sich allerdings meist auf die Titelepisode, der Mochem attestiert: „Wohl nur selten ist der Prozeß der Indoktrination, der schleichenden Inbesitznahme eines harmlosen Heranwachsenden durch die verderbliche Ideologie – und hier könnte man anstelle des Antisemitismus oder der Xenophobie durchaus auch andere Irrlehren setzen – mit ähnlicher Glaubwürdigkeit und poetischer Intensität dargestellt worden.“ Übersehen wurde bisher allerdings auch, dass Fühmann schon Anfang der 60er Jahre in anderen Episoden des Judenautos eine erinnerungskulturelle Sicht auf die Verbrechen der Wehrmacht, den Vernichtungsfeldzug gegen den Bolschewismus, Zwangsarbeit und Raubbau sowie den Alltagsrassismus freilegt, wie sie sich erst seit den 90er Jahren langsam und gegen erheblichen Widerstand auch aus Politik und Wissenschaft im kollektiven Gedächtnis der gesamtdeutschen Mehrheitsgesellschaft durchzusetzen begonnen hat.

## Zensur
Fühmann legt dem Aufbau-Verlag sein Manuskript mit Berichten über das Erleben an bestimmten historischen Tagen zu einem Zeitpunkt vor, da sich das Zensurwesen im DDR-Literaturbetrieb „stabilisiert“ hat und mit der ‚Abteilung Literatur- und Buchwesen‘ (ab 1962 ‚Hauptverwaltung Verlage und Buchhandel im Ministerium für Kultur‘) eine „literaturpolitische Schaltzentrale“ installiert wird, die die Hauptverantwortung für die Zensur an die Verlage delegiert. Vor diesem Hintergrund sind auf der Basis des synoptischen Abgleichs mehr als 5300 Texteingriffe durch die Aufbau-Lektoren nachzuweisen, die neben stilistischen Veränderungen eindeutig ideologisch motivierter Zensur zuzurechnen sind. Ein erstes und ein letztes Mal können sie dabei vom „Mitmachzwang“ profitieren, dem sich der Autor verpflichtet fühlt; denn Fühmanns Konsequenz nach diesem Zensurfall ist nachhaltig: „Nie wieder lasse ich mich zensieren.“